# 通州市二甲中心医院
通州市二甲中心医院，是中国江苏省的一所医院，为二级甲等医院，位于通州市二甲镇。

## 规模
通州市二甲中心医院总床位70张，日门诊量92人次。